# Wilgo Vijfhoven
Clifton Wilgo Vijfhoven (Paramaribo, 26 september 1964) is een Surinaams kunstschilder. Hij behoort tot de generatie van Rinaldo Klas die belangrijke artistieke impulsen kreeg van een verblijf op Jamaica en die opkwam aan het einde van de jaren ’80 en in de jaren ’90.
Wilgo Vijfhoven volgde van 1987 tot 1991 het Nola Hatterman Instituut te Paramaribo, van 1992 tot 1994 het Edna Manley College for Visual Arts op Jamaica en bekwaamde zich vervolgens in Amsterdam in de keramiekkunst bij Ted Heymans en aan het Amsterdams Grafisch Atelier in de etstechniek. Vanaf 1986 exposeert hij in en buiten Suriname; in 2002 kreeg hij in Amsterdam een solo-expositie, Uma [Vrouw]. Hij schildert expressief in een half-abstract, half-figuratief idioom, vaak in mixed media-techniek: tissues of papiersoorten worden op een doek geplakt en hieroverheen wordt met olie- of waterverf geschilderd. Belangrijkste thema voor Vijfhoven is de vrouw, wier figuur in royale rondingen krachtig wordt neergezet maar die nooit geheel wordt uitgetekend: delen van haar lichaam en vaak het gezicht blijven verscholen in mist of achter bijvoorbeeld een paraplu. Zo verbinden zich kracht en mysterie. Vijfhoven wil daarmee tot uitdrukking brengen dat de vrouw, die zich ook vaak in moeilijke omstandigheden weet staande te houden, nog tot volle ontplooiing moet komen.
Vijfhoven geeft sinds 1998 les aan het Nola Hatterman Instituut.